# Microstigmata lawrencei
Espèce
Microstigmata lawrencei est une espèce d'araignées mygalomorphes de la famille des Microstigmatidae.

## Distribution
Cette espèce est endémique du Cap-Oriental en Afrique du Sud,. Elle se rencontre vers Kambi.

## Description
La femelle holotype mesure 12,27 mm.

## Étymologie
Cette espèce est nommée en l'honneur de Reginald Frederick Lawrence.

## Publication originale
- Griswold, 1985 : A revision of the African spiders of the family Microstigmatidae (Araneae: Mygalomorphae). Annals of the Natal Museum, vol. 27, p. 1-37.